# Spejlskåret
Spejlskåret er en saveteknik, som anvendes på savværker.
Spejlskåret vil sige at træet er savet, så årerne vender vinkelret på overfladen.
Metoden er dyrere at anvende end andre saveteknikker, da træet skal vendes under savningen.
| Maskiner | Spire Denne artikel om maskiner, maskindele og apparater er en spire som bør udbygges. Du er velkommen til at hjælpe Wikipedia ved at udvide den. |